# Głos (zbiór opowiadań)
Głos (tur. Ses) – tom opowiadań tureckiego pisarza Sabahattina Alego, opublikowany w 1937 roku. Opowiadania składające się na ten zbiór utrzymane są w charakterystycznej dla wczesnej twórczości Alego poetyce realizmu z elementami romantyzmu. Nâzım Hikmet uważa nawet, iż dzięki swym opowiadaniom Sabahattin Ali stał w literaturze tureckiej prekursorem realizmu socjalistycznego.
Na zbiór składa się pięć opowiadań, z których cztery pierwsze zostały przełożone na język polski i zamieszczone w tomie Sabahattina Alego Wrogowie: opowiadania anatolijskie, Warszawa 1953.
- Ses (pol. przekład Głos)
- Köpek (pol. przekład Pies)
- Sıcak Su (pol. przekład Gorąca woda)
- Mehtaplı Bir Gece (pol. przekład Księżycowa noc)
- Köstence Güzellik Kraliçesi